# Магнолија (Илиноис)
Магнолија (енгл. Magnolia) град је у америчкој савезној држави Илиноис.

## Демографија
По попису из 2010. године број становника је 260, што је 19 (-6,8%) становника мање него 2000. године.
| Група             | 2000.       | 2010.       |
| Белци             | 266 (95,3%) | 247 (95,0%) |
| Афроамериканци    | 7 (2,5%)    | 0 (0,0%)    |
| Азијати           | 2 (0,7%)    | 0 (0,0%)    |
| Хиспаноамериканци | 1 (0,4%)    | 11 (4,2%)   |
| Укупно            | 279         | 260         |